# 菱叶冠毛榕
菱叶冠毛榕（学名：Ficus gasparriniana var. laceratifola）为桑科榕属下的一个变种。

## 扩展阅读
- 維基物種上的相關：菱叶冠毛榕